# Claire Manen
Claire Manen est une préhistorienne française, spécialiste du Néolithique méditerranéen. Elle est directrice de recherche au CNRS.

## Formation
Claire Manen est docteure de l'École des hautes études en sciences sociales. Elle est diplômée HDR de l'Université Toulouse-Jean-Jaurès.

## Carrière
Claire Manen est directrice de recherche au CNRS.

## Organismes et associations
Claire Manen a été présidente de la Société préhistorique françaisede 2019 à 2021. Elle est présidente de la section 31 du CoNRS pour le mandat 2021-2026.

## Éthique
Selon elle : « La recherche sans collaboration n’existe pas. En archéologie, chacun éclaire une facette de l’histoire avec ses compétences, et cette interdisciplinarité est très stimulante ».

## Publications
Plusieurs de ses articles sont consultables en ligne sur Persée.
En 2000, elle publie sa thèse : Le néolithique ancien entre Rhône et Ebre : analyse des céramiques décorées, à l'EHESS de Paris.

### Ouvrages
- Claire Manen, L'axe rhodano-jurassien dans le problème des relations sud-nord au Néolithique ancien, Oxford : British archaeological reports, 1997, 233 p.  (ISBN 086-0-54907-0)
- Jean Guilaine, Claire Manen, Jean-Denis Vigne, Pont de Roque-Haute. Nouveaux regards sur la néolithisation de la France méditerranéenne, Centre de Recherche sur la Préhistoire et la Protohistoire de la Méditerranée, École des Hautes Études en Sciences Sociales, Toulouse, Archives d’écologie préhistorique, 2007, 336 p.  (ISBN 978-2-952428-55-2)[5],[6].

### Direction éditoriale
- Claire Manen, Thomas Perrin, Jean Guilaine (dir.), La transition néolithique en Méditerranée : Actes du colloque "Transitions en Méditerranée, ou comment des chasseurs devinrent agriculteurs", Muséum de Toulouse, 14-15 avril 2011, Actes Sud, 2014,  (ISBN 978-2-87772-574-3)[7],[8].